# Ichthyodectiformes
Ichthyodectiformes (лат.) — вымерший отряд морских лучепёрых рыб. Отряд назван в честь рода Ichthyodectes, учрежденного Эдвардом Дринкером Коупом в 1870 году.
Они были наиболее разнообразны на протяжении всего мелового периода, хотя окаменелости Thrissops известны на границе оксфордского-киммериджского ярусов в поздней юре. Длина большинства Ichthyodectiformes от 1 до 5 метров. Все известные Ichthyodectiformes были хищниками, питавшимися более мелкой рыбой; в некоторых случаях более крупные Ichthyodectiformes охотились на более мелких представителей отряда. У некоторых видов были удивительно большие зубы, тогда как у других, таких как Gillicus arcuatus, зубы были маленькими, и они всасывали свою добычу. Имеются данные о том, что по крайней мере один вид, Xiphactinus audax, мог быть эндотермным («теплокровным»).

## Систематика
Базальная филогения изучена плохо, что привело к появлению многих представителей отряда, которые просто известны как довольно примитивные, но о которых нельзя сказать ничего определенного об их точном родстве.
†Ichthyodectiformes
- †Africathrissops Taverne, 2010[4]
- †Allothrissops Nybelin, 1964
- †Altamuraichthys Taverne, 2016[5]
- †Antarctithrissops Arratia et al., 2004[6]
- †Ascalabothrissops? Arratia, 2000[7]
- †Capassoichthys Taverne, 2015[5]
- †Dugaldia Lees, 1990
- †Faugichthys Taverne & Chanet, 2000
- †Furloichthys Taverne & Capasso, 2018[5]
- †Garganoichthys Taverne, 2009[5]
- †Occithrissops Schaeffer & Patterson, 1984
- †Ogunichthys Alvarado-Ortega & Brito, 2009
- †Pachythrissops? Woodward, 1919
- †Prymnetes Cope, 1871[8]
- †Thrissops Agassiz, 1843
- †Sultanuvaisia Nesov, 1981
- †Verraesichthys Taverne, 2010
- †Chuhsiungichthyidae Yabumoto, 1994[9]
  - †Chuhsiungichthys Lew, 1974
  - †Jinjuichthys Kim et al., 2014
  - †Mesoclupea Ping & Yen, 1933
- †Bardackichthyidae Hacker & Shimada, 2021[10]
  - †Amakusaichthys?  Yabumoto et al., 2020
  - †Bardackichthys Hacker & Shimada, 2021
  - †Heckelichthys? Taverne, 2008
- †Cladocyclidae Maisey, 1991
  - †Aidachar Nesov, 1981[11]
  - †Chirocentrites Heckel, 1849
  - †Chiromystus Cope, 1885
  - †Cladocyclus Agassiz, 1841
  - †Eubiodectes Hay, 1903
- †Ichthyodectidae Crook, 1892
  - †Cooyoo Bartholomai & Less, 1987
  - †Ghrisichthys Cavin et al., 2013
  - †Ichthyodectes Cope, 1870
  - †Postredectes Kaddumi, 2009[12]
  - †Xiphactinus Leidy, 1870
- †Saurodontidae Cope, 1870[13][14]
  - †Amakusaichthys?  Yabumoto et al., 2020
  - †Gillicus Cope, 1875
  - †Gwawinapterus Arbour & Currie, 2011[15]
  - †Heckelichthys? Taverne, 2008
  - †Prosaurodon Stewart, 1999
  - †Saurocephalus Harlan, 1824
  - †Saurodon Hay, 1830
  - †Unamichthys Alvarado-Ortega, 2004
  - †Vallecillichthys Blanco & Cavin, 2003